# Palaeoloxodon
Palaeoloxodon je vyhynulý podrod prehistorického chobotnatce, který se vyskytoval v několika druzích. Kosterní pozůstatky byly nalezeny v Bilzingslebenu v Německu, na Kypru, v Japonsku, na Sicílii, na Maltě a také v Anglii během výkopových prací na Eurotunelu. Tento jedinec byl nalezen společně s předmětem vyrobeným člověkem Homo heidelbergensis a pocházel z doby před 400 tisíci lety.
Palaeoloxodon patří do rodu Elephas, a je tudíž příbuzným druhem slona indického. Palaeoloxodon se někdy nazývá lidově „Slon s přímými kly“, které měl poddruh Elephas Palaeoloxodon antiquus.
Celý podrod Palaeoloxodon začal vymírat před 30 000 lety, pravděpodobně pod vlivem příliš silné konkurence ze strany mamutů. Druhy žijící v Japonsku možná přežily o trochu déle. Poslední druh Palaeoloxodona, který přežíval v trpasličí formě na středomořských ostrovech, vymřel asi před 3 000 lety.

## Rekordní velikost
Druh Palaeoloxodon namadicus mohl být s odhadovanou hmotností přes 20 000 kilogramů největším známým suchozemským savcem všech dob. Podle jiných odhadů však tento živočich vážil spíše "jen" kolem 12 tun.

## Druhy
- Elephas Palaeoloxodon antiquus (Slon s rovnými kly) †
- Elephas Palaeoloxodon creticus †
- Elephas Palaeoloxodon creutzburgi †
- Elephas Palaeoloxodon chaniensis †
- Elephas Palaeoloxodon cypriotes (Kyperský trpasličí slon) †
- Elephas Palaeoloxodon ekorensis †
- Elephas Palaeoloxodon falconeri (Maltský a Sicilský trpasličí slon) †
- Elephas Palaeoloxodon mnaidriensis †
- Elephas Palaeoloxodon melitensis †
- Elephas Palaeoloxodon namadicus (Asijský trpasličí slon) †
- Elephas Palaeoloxodon naumanni (Japonský trpasličí slon) †

## Mytologie
Ve starověku byly na Sicílii objeveny kosterní pozůstatky Palaeoloxodona. Z předpokladu, že tehdejší místní obyvatelé neznali stavbu kostry slona, se lze domnívat, že otvor v lebce, z které vyčnívá chobot, byl tehdy považován za otvor pro jediné obrovské oko. To možná dalo vzniknout mýtům o kyklopech.